# 花焰笔螺
花焰笔螺（学名：Strigatella scutulata），是新腹足目笔螺科焰笔螺属的一种。主要分布于新加坡、马来西亚、中国大陆、印度尼西亚、台湾，常栖息在潮间带到浅海的礁岩地区。